# Alimentador Los Olivos (Metropolitano)
El servicio AN-16 o alimentador Los Olivos del Metropolitano conecta el terminal Naranjal con el Distrito de San Martín de Porres, recorriendo mayoritariamente la Avenida Santa Rosa o Los Olivos en su trayecto, yendo por esta vía desde su inicio en la Avenida Universitaria hasta la Avenida Canta Callao.

## Características
Su flota está compuesta por midibuses anaranjados de 8.5 metros, todos ellos de carrocería TATSA sobre chasis King Long.
| Lunes a sábado      | 05:00 a. m. - 00:00 a. m. |
| Domingos y feriados | 05:00 a. m. - 11:00 p. m. |

| General     | S/ 1.00 |
| Estudiantes | S/ 0.50 |

## Recorrido
| Ida Los Olivos  | Terminal Naranjal (embarque 16) — Avenida Los Alisos — Avenida Universitaria — Avenida Los Olivos                                              |
| Vuelta Naranjal | Avenida Los Olivos (esq. Av. Canta Callao) — Avenida Los Olivos — Avenida Universitaria — Avenida Los Alisos — Terminal Naranjal (embarque 16) |

## Paraderos
| N° | Paradero                        | Común con |
| -- | ------------------------------- | --------- |
| 1  | Terminal Naranjal (embarque 16) |           |
| 2  | Jade                            |           |
| 3  | Calle 9                         |           |
| 4  | Calle 3                         |           |
| 5  | Avenida B                       |           |
| 6  | Santa Rosa                      |           |
| 7  | Calle 2                         |           |

| N° | Paradero                        | Común con |
| -- | ------------------------------- | --------- |
| 1  | Canta                           |           |
| 2  | Santa Rosa                      |           |
| 3  | Avenida B                       |           |
| 4  | Kodak                           |           |
| 5  | Calle 9                         |           |
| 6  | Jade                            |           |
| 7  | Terminal Naranjal (embarque 16) |           |